# Sentiden
Sentiden är en modern beteckning på perioden omkring 663–343 (eller 332) f.Kr. i det forntida Egyptens historia. I äldre litteratur inkluderas även den Tredje mellantiden i denna period. Till Sentiden räknas vanligen dynastierna 26–31. Ibland räknas endast tjugosjätte dynastin till Sentiden, och perioden efter 525 f.Kr. kallas då för Persisk tid. Under den tjugosjätte dynastin vann Egypten oberoende från Assyrien och Kush. Denna period betraktas ofta som Egyptens sista storhetstid.